# Великокостромский сельский совет
Великокостромский сельский совет (укр. Великокостромська сільська рада) — входит в состав
Апостоловского района
Днепропетровской области
Украины.
Административный центр сельского совета находится в 
с. Великая Костромка.

## Населённые пункты совета
- с. Великая Костромка